# 4985 Fitzsimmons
4985 Fitzsimmons (1979 QK4) là một tiểu hành tinh nằm phía ngoài của vành đai chính được phát hiện ngày 23 tháng 8 năm 1979 bởi Lagerkvist, C.-I. ở La Silla.